# Ок-Гров-Хайтс (Арканзас)
Ок-Гров-Хайтс (англ. Oak Grove Heights, Arkansas) — город, расположенный в округе Грин (штат Арканзас, США) с населением в 727 человек по статистическим данным переписи 2000 года.

## География
По данным Бюро переписи населения США город Ок-Гров-Хайтс имеет общую площадь в 7,77 квадратных километров, водных ресурсов в черте населённого пункта не имеется.
Ок-Гров-Хайтс расположен на высоте 102 метра над уровнем моря.

## Демография
По данным переписи населения 2000 года в Ок-Гров-Хайтсе проживало 727 человек, 218 семей, насчитывалось 264 домашних хозяйств и 282 жилых дома. Средняя плотность населения составляла около 92 человек на один квадратный километр. Расовый состав Ок-Гров-Хайтса по данным переписи распределился следующим образом: 99,04 % белых, 0,96 % — представителей смешанных рас.
Из 264 домашних хозяйств в 37,5 % — воспитывали детей в возрасте до 18 лет, 71,6 % представляли собой совместно проживающие супружеские пары, в 6,8 % семей женщины проживали без мужей, 17,4 % не имели семей. 15,9 % от общего числа семей на момент переписи жили самостоятельно, при этом 5,7 % составили одинокие пожилые люди в возрасте 65 лет и старше. Средний размер домашнего хозяйства составил 2,75 человек, а средний размер семьи — 3,07 человек.
Население города по возрастному диапазону по данным переписи 2000 года распределилось следующим образом: 27,2 % — жители младше 18 лет, 11,4 % — между 18 и 24 годами, 28,2 % — от 25 до 44 лет, 24,8 % — от 45 до 64 лет и 8,4 % — в возрасте 65 лет и старше. Средний возраст жителей составил 33 года. На каждые 100 женщин в Ок-Гров-Хайтсе приходилось 102,5 мужчин, при этом на каждые сто женщин 18 лет и старше приходилось 98,1 мужчин также старше 18 лет.
Средний доход на одно домашнее хозяйство в городе составил 31 979 долларов США, а средний доход на одну семью — 37 083 доллара. При этом мужчины имели средний доход в 25 333 доллара США в год против 18 000 долларов среднегодового дохода у женщин. Доход на душу населения в городе составил 12 603 доллара в год. 7,9 % от всего числа семей в округе и 9,8 % от всей численности населения находилось на момент переписи населения за чертой бедности, при этом 7,1 % из них были моложе 18 лет и 19,2 % — в возрасте 65 лет и старше.